# Chaos;Head
Chaos;Head (стилизовано ChäoS;HEAd, яп. カオスヘッド Каосу Хэддо, «Вершина;Хаоса») — сюрреалистическая японская видеоигра в жанре визуальный роман, разработанная студиями 5pb. (ныне Mages) и Nitroplus, выпущенная 25 апреля 2008 года на PC. Является первой в серии Science Adventure, а также приквелом к Steins;Gate (события игры происходят за год до событий в Steins;Gate). Игра содержит сцены чрезвычайной жестокости и элементы психологии и научной фантастики. Помимо этого был создан порт игры с дополнительным контентом, включающим в себя дополнительные концовки, CG и сюжетные детали.
Chaos;Head Noah (стилизовано ChäoS;HEAd NoaH, яп. カオスヘッドノア Каосу Хэддо Ноа) для консоли Xbox 360 вышел 26 февраля 2009 года. Игра рассказывает о студенте старших классов Такуми Нисидзё, который, однажды возвращаясь домой, становится свидетелем жестокого убийства. Позже в этом районе происходят ещё более загадочные события, сопровождаемые новыми убийствами. Такуми пытается справиться с бредом и галлюцинациями, преследующими его, и прячется от преступника, стоящего за серией убийств. На основе сюжета игры созданы одноимённая манга и аниме.

## Игровой процесс

Скриншот, на котором Такуми разговаривает с Кодзуэ. Зелёные и красные метки переключателя иллюзий видны вверху экрана.

В игре Chaos;Head используется оригинальная система выбора, называемая «переключатель иллюзий» (яп. 妄想トリガー Мо:со: Торига:). Система основана на психическом состоянии героя. На экране можно увидеть два маркера: зелёный и красный. Зелёный расположен в левом верхнем углу экрана, а красный — в правом верхнем. Третий маркер прозрачен (не виден на экране) и выбран по умолчанию. Игрок имеет право выбирать между зелёным и красными маркерами или же игнорировать их. С выбором можно определяться в течение нескольких экранов текста от появления переключателя до события. В результате игрок может выбирать тип галлюцинаций, которые будет видеть герой: приятные, либо крайне ужасающие. Если игрок не сделал выбор, персонаж останется в реальном мире. Также иногда приходится отвечать на вопросы («да» или «нет»).

## Сюжет
История Chaos;Head происходит в Сибуе в 2008 году и развиваются вокруг Такуми Нисидзё, ученика средних классов частной Академии Суймэй. Странные и жестокие убийства происходят в районе Сибуи, названные «Безумием нового поколения» (яп. ニュージェネレーションの狂気 Ню— Дзенэрэ— Сён Но Кё:ки). События истории берут начало 28 сентября, когда Такуми разговаривает в онлайне с другом по имени Грим (яп. グリム Гуриму). Он пытается поскорее сообщить последние события «Нового Поколения», но Такуми не интересуется местными или международными новостями. Человек по имени Сёгун (яп. 将軍 Сё:гун) присоединяется к чату в середине разговора. После этого Грим покидает чат, и Сёгун начинает говорить. Он говорит очень загадочными и запутанными предложениями, из-за чего Такуми начинает нервничать. Затем Сёгун отсылает ему кучу ссылок с фотографиями: на одной из них изображено жестокое убийство человека, прибитого крестообразными кольями к стене.
На следующий день Такуми видит настоящую сцену убийства. Таинственная девушка с розовыми волосами в конце переулка прибивает мужчину кольями к стене. Такуми понимает, что он является свидетелем жестокого убийства, фотографии которого он видел накануне. Убеждённый, что девушка, так или иначе, связана с Сёгуном, Такуми пытается избегать событий, связанных с Новым Поколением. Однако он был свидетелем преступления, из-за чего им вскоре заинтересовалась полиция.
Полиция подозревает его, но Такуми убеждён, что он жертва Сёгуна. Такуми оказывается в некой спирали паранойи и непонимания. Он отчаянно пытается обезопасить себя и выяснить, почему является жертвой. В конце концов, он связывается с другими людьми, вовлеченными в минувшие события, в том числе с девушкой, которая совершила убийство. Он уже не уверен в том, где заканчивается реальность и кому можно доверять. Он втянут в масштабную и, казалось бы, невозможную схему, план которой скрыт за кулисами мистической компании NOZOMI Group.

### Окружение
Chaos;Head в первую очередь происходит в Сибуе, Токио. Многие сцены происходят в реально существующих местах Сибуя, это и большие скопления пешеходов и фасады различных зданий, хотя их названия были немного изменены. Названия некоторых известных интернет сайтов, таких как Википедия, 2channel, YouTube, Google и Yahoo!, так же изменены в игре, для избежания конфликтов по поводу товарных знаков и в качестве шутки: We-Key Pedophilia, @-channel, MewTube, Deluoode, и Taboo!.
Вероятно, название Deluoode происходит от английского слова «delusion» — «бред, иллюзия, галлюцинация», что как нельзя кстати подходит под тематику данной визуальной новеллы.

### Терминология
- GE rate (от Gravitational Error Rate) — «уровень гравитационных аномалий». По сюжету, влияет на поведение людей. Необычайно высок в Сибуе, искусственно повышается компанией NOZOMI во время массовых собраний (праздники, выборы) и землетрясений. Интересный факт, что NOZOMI каждую неделю (точнее каждые выходные) повышали GE rate продажей популярных и обожаемых в Сибуе Геро-жаб (gerro-foggy). Возможно в их названии и таится их предназначение — g- gravitational, ero — error.
- Гигало-маньяк — человек, который может превращать собственные иллюзии в реальность (с помощью процесса, называемого real-boot) и видеть иллюзии других гигало-маньяков. Обладают Di-Sword’ами, которые также являются их иллюзиями. Гэнъити Норосэ создавал устройство Noah II, обладающее способностями гигало-маньяков.
- Di-Sword — меч, оружие гигало-маньяков, которые получают его в период сильного эмоционального напряжения.
- Noah II — машина, тайно создаваемая компанией NOZOMI. Она могла вызывать у людей реалистичные иллюзии, по сути — управлять ими (заговор некоторых членов комитета 300 для создания антиутопии и получения власти). Гэнъити Норосэ обосновывал её необходимость для спонсоров тем, что она может помочь их политической кампании. При создании этой машины ставились эксперименты над гигало-маньяками. Последующие испытания были связаны с землетрясениями в Сибуе.
- «Безумие Нового Поколения» (New Generation madness, NewGen) — название, которое было дано в прессе серии загадочных смертей, произошедших в Сибуе. К ним относят:

- «Групповой прыжок»: пять человек сбросились, держась за руки, с высотного здания. Спустя какое-то время было опубликовано поддельное видео этого инцидента. В числе погибших была Миа Кусуноки — сестра Юа Кусуноки. Все семьи погибших, кроме семьи Кусуноки, активно общались с прессой и заявляли, что причин для самоубийства у их детей не было.
- «Беременный»: в тело мужчины был зашит недоношенный ребёнок. Впоследствии выяснилось, что это ребёнок Мамору Сувы и Хадзуки Сины, которая и совершила преступление по приказу руководства «Церкви Божественного Света».
- «Прикалывание»: 56-летний профессор Университета Тото Ота Хисаси был задушен и приколот к стене не жилого дома заострёнными крестами. Его свидетелем и был Такуми. Это убийство — первое во сюжете игры\аниме\манги, тогда как предыдущие два были совершены до начала описываемых там событий.
- «Дом вампира»: неизвестный был убит жестоким образом (из него словно высосали большую часть крови), его кожа позеленела, а на стене оставлена надпись «Эти глаза, чьи они?» (яп. その目だれの目? Соно мэ дарэ но мэ?). Фотография жертвы была размещена на онлайн-аукционе пользователем под ником «Вампир».
- «Без мозгов»: жертва — Фумио Такасина, врач-психиатр, лечивший когда-то Такуми Нисидзё. Его мозг был извлечён предметом, похожим на ложку, когда сам он был ещё жив. Убийца — Хадзуки Сина.
- «Вкусная рука»: женщина была найдена мёртвой, при этом её правая рука была лишена плоти, а в желудке найдены следы мяса. Незадолго до этого убийства Гэнъити Норосэ прислал Такуми отрубленную правую кисть его сестры, Нанами, с подаренным браслетом и мобильным телефоном. Этот инцидент, а также слова Сёгуна о том, что рука могла принадлежать не Нанами, ложно уверили в этом Такуми.
- «DQN»: трое молодых мужчин были найдены убитыми (они были словно разорваны пополам и сшиты вновь). На их лбах были вырезаны буквы DQN (сокращение от delinquent — «отброс, отщепенец»). Жертвы — хулиганы, которые заплатили за издевательства избиение Такуми.

## Разработка и выпуск
Chaos;Head была разработана 5pb. в союзе с Nitroplus, которые дали следующее описание игры: «бредовая научная новелла» (яп. 妄想科学NVL Мо:со: Кагаку NVL). Игра была придумана Тиёмару Сикурой, основателем и исполнительным директором 5pb. Сикура хотел сделать игру приближенной к реальности, чтобы её было проще воспринимать. Он говорил, что ему сложно получать удовольствие от фантастических историй. В роли одного из писателей выступал Наотака Хаяси. Создателем персонажей был Мицуми Сасаки. Концепт-арты нарисовал Юкихиро Мацуо.
Музыка к игре была написана Такеси Або, Тосимичи Исоэй, Йохом Оямой, и Синтаро Дзимбое. Всего была написана 21 песня. Або написал специальные песни, которые играют только в определённых сценах, чтобы подчеркнуть атмосферу страха и напряженности. Он описал главное настроение музыки в игре как «дождливое». Для сравнения, музыку в Steins;Gate он назвал «облачной», в Robotic;Notes — «ясной», а в Chaos;Child — «предвещающей бурю». До того, как начать писать саундтрек, Або прочитал историю игры, чтобы прочувствовать атмосферу игры настолько, насколько это было возможным. Он записал свои первые впечатления от эмоционального потока игры, событий и ситуаций, происходящих по сюжету и использовал их, чтобы в музыке описать своё видение игры. Он говорил, что такой подход занимает больше времени, но благодаря ему можно написать отличные песни, хорошо передающие настроение игры.
Изначально Chaos;Head была представлена под заголовком Гигаломаньяки (яп. ギガロマニアックス Гигароманиаккусу), и была выпущена для Microsoft Windows 25 апреля 2008 года компанией Nitroplus. Приблизительно в июне 2008 года, разработчики решили сделать порт игры для Xbox 360 с дополнительным контентом: эта версия была выпущена 26 февраля 2009 года под названием «Chaos;Head Noah». Эта расширенная версия также была портирована и на другие платформы: PlayStation Portable (24 июня 2010 года), iOS (18 ноября 2010 года), Android (24 января 2012 года), PlayStation 3 (22 ноября 2012 года). На Xbox 360 игра получила возрастное ограничение «Z » (от восемнадцати лет и старше) от CERO, но версии для PlayStation Portable и PlayStation 3 были изменены для того, чтобы получить возрастное ограничение «D» (от семнадцати лет и старше). Версия для PlayStation Vita, имеющая возрастное ограничение «Z»,, содержала в себе, помимо основной игры, «Chaos;Head Love Chu Chu!» под заголовком «Chaos;Head Dual» и была выпущена 21 августа 2014 года. Другой набор «Chaos;Head Noah», также известный как «Chaos;Child Double Pack», содержал в себе Noah и Chaos;Child, и был выпущен для Nintendo Switch 24 февраля 2022 года с высоким разрешением графики.
В 2018 году Сикура, отвечая на вопросы фанатов в Twitter, сказал, что возможно новелла Chaos;Head Noah будет переведена на английский язык. Английская локализация «Chaos;Double Pack» от Spike Chunsoft была анонсирована в марте 2022 года, и была выпущена 7 октября 2022 года. В июле 2022 года объявили, что автономная версия Noah будет доступна на Windows через Steam в этом же месяце. Однако, правки, найденные в базе данных Steam в августе 2022 года, привели к слухам о том что Chaos;Head была предварительно заблокирована на платформе. Первоначальная дата релиза, 30 сентября 2022 года, была отменена из-за руководства Steam, требующего изменить определенный контент в игре. Но 6 октября 2024 года, Spike Chunsoft объявили, что Valve пересмотрели свое решение, поэтому Noah была выпущена на этой платформе как изначально и задумывалось.

## Персонажи

### Основные
Такуми Нисидзё (яп. 西條 拓巳 Нисидзё: Такуми) — главный герой серии, отаку и хикикомори. По его словам, он «ещё не хикикомори, но близок к этому», хотя в действительности им и является. Школу посещает 2-3 раза в неделю, лишь для того, чтобы его не исключили. Он часто отмечает, что он не заинтересован в девушках в трёхмерном мире и при любой возможности избегает разговоров с другими людьми. Он предпочитает смотреть аниме, играть в эроге и многопользовательские ролевые онлайн-игры. Он студент второго курса Академии Суимэй (яп. 翠明学園 Суймэй Гакуэн).
Спойлер: на самом деле он является иллюзией, созданной Сёгуном за полтора года до изображённых событий для того, чтобы остановить компанию NOZOMI Group. Позже он должен был умереть, ибо Такуми и Сёгун не могут существовать вместе.
Сэйю: Хироюки Ёсино
Рими Сакихата (яп. 咲畑 梨深 Сакихата Рими) — таинственная девушка с розовыми волосами, которую Такуми встретил на месте преступления по пути домой. Рими была одета в униформу Академии Суймэй и сразу узнала Нисидзё. Позднее в классе она утверждает, что является его другом с первого года обучения, но Такуми не может этого вспомнить. Также она не понимает, почему Такуми считает, что видел её на месте преступления.
Спойлер: вначале притворяется обычной девушкой, но позже ей приходится раскрыть себя из-за Сэны. Была подопытной Гэнъити, пока её не спас Сёгун. Она должна была помочь Такуми уничтожить корпорацию, а затем убить и самого Такуми, но позже влюбилась в него.
Сэйю: Эри Китамура
Нанами Нисидзё (яп. 西條 七海 Нисидзё: Нанами) — младшая сестра Такуми и студентка первого курса Академии Суймэй. Она часто терпит выходки Такуми и постоянно спорит с ним при встрече, но на самом деле она беспокоится за своего брата. Из-за издевательств Гэнъити у неё появляется свой Ди-Меч.
Спойлер: на самом деле является сестрой Сёгуна, который изменил реальность и заставил её забыть об этом.
Сэйю: Уй Миядзаки
Аясэ Кисимото (яп. 岸本 あやせ Кисимото Аясэ) — днём студентка второго курса Академии Суймэй, а ночью — вокалист популярной инди-рок группы «Фантазм» (яп. ファンタズム Fantazumu). Её сценическое имя FES. Её песни описывают события последних убийств, что заставляет полицию подозревать её в преступлениях. Она (как FES) также упоминается в Steins;Gate.
Спойлер: её Ди-Меч появился из-за того, что над ней проводили опыты (привязали к стулу и капали водой). Является одной из сильнейших обладательниц Ди-Меча.
Сэйю: Юи Сакакибара
Юа Кусуноки (яп. 楠 優愛 Кусуноки Юа) — студентка третьего курса Академии Суймэй. Сестра-близнец одной из погибших в ходе группового самоубийства, которое считают одним из преступлений «Нового Поколения». По этой причине она проводит собственное расследование этих событий. Она преследовала Такуми, но потом подружилась с ним.
Спойлер: тем не менее Юа, как стало ясно позднее, подозревала Такуми в убийствах «Нового Поколения» и заявила, что у него есть дар ясновидения и раздвоение личности.
Сэйю: Тиаки Такахаси
Сэна Аой (яп. 蒼井 セナ Аой Сэна) — студентка третьего курса Академии Суймэй. Такуми встречает её впервые по пути домой. Она часто встречается ему в Сибуе, ходит с длинным Ди-Мечом и любит мороженое голубого цвета.
Спойлер: её отец был сотрудником NOZOMI Group, проводил опыты над её матерью и новорождённой сестрой, из-за чего ребёнок погиб, а мать сошла с ума и вскоре умерла. Хочет отомстить своему отцу.
Сэйю: Хитоми Набатамэ
Кодзуэ Орихара (яп. 折原 梢 Орихара Кодзуэ) — новенькая студентка второго курса Академии Суймэй. Над ней издевались в школе, из-за чего она не говорит, но она обладает телепатией. Она называет себя Kozupii.
Сэйю — Аюми Цудзи
Сёгун (яп. 将軍 Сё:гун) — загадочный человек, которого Такуми встречает в чате. Он посылает фото с преступлениями Нового Поколения, уравнение fun^10xint^40=Ir2 и фразу «Эти глаза, чьи (же) они?», которую Такуми часто повторяет. После этого у Такуми начинается паранойя: он считает, что Сёгун преследует его и хочет убить.
Спойлер: фактически является реальным Нисидзё Такуми. Страдает прогерией.
Сэйю: Цубаса Ёнага

### Второстепенные
Грим (яп. グリム Гуриму) — интернет друг Такуми, с которым тот каждый день общается в чате. Он часто призывает Такуми быть более мужественным в «трёхмерном мире», а также поддерживает его на протяжении всех испытаний. Он интересуется преступлениями Нового Поколения и передаёт Такуми все подробности жестоких убийств. Его интересы схожи с Такуми: аниме, манга и игры. Позже он часто использует выражение: «Эти глаза, чьи (же) они?» — эта фраза серьёзно беспокоит Такуми.
Спойлер: позже выяснилось, что Грим — это Хадзуки Сино (яп. 志乃 葉月 Сино Хадзуки), основная убийца Нового Поколения. Она была помощником старого доктора Такуми, Фумио Такасины (яп. 高科 史男 Такасина Фумио), и членом «Церкви Божественного Света», имеющей связи с NOZOMI Group. Как минимум три убийства были совершены ею: убийство доктора Оты, поднимавшего проблемы «GE rate» (именно его засвидетельствовал Такуми), убийство доктора Такасимы (извлечение мозга), убийство токийского студента (Хадзуки самостоятельно провела себе кесарево сечение и зашила собственного недоношенного ребёнка, зачатого от Мамору Сувы, в живот жертвы).
Орджел Сэйра (яп. 星来 オルジェル Сэйра Орудзеру) — главная героиня аниме Blood Tunes the Animation и любимый персонаж Такуми. Иногда она появляется в воображении Такуми, пытаясь оградить его от реальности. Поддерживает его в различных ситуациях и помогает понять тот или иной факт. Её бредовое появление — проявление слабостей Такуми, судя по голосу.
Сэйю: Аканэ Томонага
Дайсукэ Мисуми (яп. 三住 大輔 Мисуми Дайсукэ) — единственный друг Такуми в его классе. Привлекательный парень имеющий большой успех среди девушек из школы.
Сэйю: Дайсукэ Оно
Ясудзи Бан (яп. 判 安二 Бан Ясудзи) — детектив Департамента Полиции города Токио по расследованию уголовных дел. Первоначально подозревает Такуми в убийстве Нового Поколения.
Спойлер: в ходе расследования выясняется, что за этим может стоять компания NOZOMI Group и религиозный культ.
Сэйю: Кадзуя Итидзо
Мамору Сува (яп. 諏訪 護 Сува Мамору) — детектив Департамента Полиции города Токио по расследованию уголовных дел. Помощник и друг Бана. Его хобби — просмотр фильмов, особенно Spark Wars (пародия на «Звёздные войны»). Он состоит в культе «Церкви Божественного Света» и в NOZOMI Group. Пытается остановить Такуми, вновь обретшего способности Гигаломаньяка.
Спойлер: убит в борьбе с Такуми, пронзённый собственным оружием.
Сэйю: Макото Ясумура
Иссэи Хатано (яп. 波多野 一成 Хатано Иссэй) — отец Аои Сэны, сотрудник NOZOMI. Привлек свою жену (её имя не называется, но известно, что её девичья фамилия — Аои) к испытаниям Noah II. Так, при запуске Noah II вскоре после рождения сестры Сэны, Маны, женщине внушалось, что её муж уехал на заработки, а сама она уединённо живёт с дочерью. В реальности же Мана умерла спустя месяц после рождения, тогда же отец безуспешно просил у руководства NOZOMI приостановить испытания. Эксперимент закончился через два года, во время которых мать смотрела на мумифицированное тело дочери, не понимая этого.
Спойлер: очнувшись, она сошла с ума, на глазах у Сэны стала пожирать младенца, биться головой о стену, а затем совершила самоубийство, воткнув себе в глаза кухонный нож. Отец пропал без вести, ведя бродяжнический образ жизни. Несколько раз встречался с Козуэ и Сэной во время игры/аниме/манги. Был убит пулей от Мамору Сувы.
Сэйю: Кэндзи Хамада
Кацуко Момосэ (яп. 百瀬 克子 Момосэ Кацуко) — глава детективного агентства. Она и Ясудзи Бан — старые друзья, часто обсуждают ход расследования дела NewGen.
Сэйю: Кудзира
Гэнъити Норосэ (яп. 野呂瀬 玄一 Норосэ Гэнъити) — президент NOZOMI Technology Group. Его роль хранится в тайне на протяжении большей части истории, пока он не показал себя в роли главного антагониста.
Спойлер: Норосэ — создатель устройства Ной II, способного манипулировать мозговыми волнами и вызывать паранойю, которую все принимают за реальность. Он собирал людей с особыми психическими силами, в том числе детей, для исполнения своих задумок.
Сэйю: Кэнта Миякэ

## Манга
Первая манга-адаптация была выпущена 21 мая 2008 журналом Dengeki Daioh, вторая (Chaos;Head -Blue Complex-) рассказывает о Сэне Аои и Кодзуэ Орихаре (Monthly Comic Alive, 26 августа 2008 г.), и является альтернативной историей, дополняющей игру. Третья адаптация, Chaos;Head H (яп. かおすへっどH Каосу хэддо этти), начала выпускаться 23 сентября 2008 года журналом Comic Rush.

## Аниме
Аниме Chaos;Head студии Madhouse начало транслироваться 9 октября 2008.
| Список серий | Список серий                     | Список серий         |
| №            | Название                         | Дата выхода в Японии |
| ------------ | -------------------------------- | -------------------- |
| 01           | Запуск «Кидо:» (起動)            | 9 октября 2008 г.    |
| 02           | Эго «Дзига» (自我)               | 17 октября 2008 г.   |
| 03           | Соприкосновение «Сэссёку» (接触) | 24 октября 2008 г.   |
| 04           | Начало «Сёдо:» (初動)            | 31 октября 2008 г.   |
| 05           | Руководство «Сэндо:» (先導)      | 6 ноября 2008 г.     |
| 06           | Объятие «Хо:ё:» (抱擁)           | 13 ноября 2008 г.    |
| 07           | Осознание «Дзикаку» (自覚)       | 20 ноября 2008 г.    |
| 08           | Сцепление «Рэндо:» (連動)        | 27 ноября 2008 г.    |
| 09           | Отказ «Кёдзэцу» (拒絶)           | 4 декабря 2008 г.    |
| 10           | Очищение «Сэнрэй» (洗礼)         | 11 декабря 2008 г.   |
| 11           | Независимость «Дзирицу» (自立)   | 18 декабря 2008 г.   |
| 12           | Предназначение «Симэй» (使命)    | 25 декабря 2008 г.   |